# Archipel des Comores
Pour les articles homonymes, voir Comores.
L'archipel des Comores est un ensemble d'îles de l'océan Indien, situées dans le nord du canal du Mozambique, au sud-est de l'Afrique, entre le littoral nord mozambicain et la pointe nord de Madagascar.
Il est constitué principalement de quatre îles :
- Grande Comore ;
- Anjouan ;
- Mohéli ;
- Mayotte (région administrative et département français)

Les trois premières forment l'union des Comores, pays indépendant, tandis que l’île de Mayotte (composé des îles Grande-Terre et Petite-Terre), île la plus au sud-est et les quelques îles environnantes sont un département français.
Selon les sources, l'îlot du banc du Geyser et les îles Glorieuses peuvent ou non être rattachées à l'archipel.
Cette présence de la France aux Comores, ancienne colonie française, est l'objet d'un contentieux entre la France et l'union des Comores depuis l'indépendance de cette dernière en 1975, la population de Mayotte ayant lors du référendum d'autodétermination décidé de rester française.
Toutefois les deux pays restent très liés diplomatiquement et entretiennent des liens étroits. La diaspora comorienne en France est de très loin la première communauté comorienne à l'étranger.

## Étymologie
L'archipel des Comores est appelé en arabe Juzur al Qamar (جزر القمر), c'est-à-dire les « îles de la Lune ». Cette étymologie populaire est cependant apocryphe, le nom venant plutôt de l'ancien nom de Madagascar, Ķ(u)mr’ : il s'agirait donc plutôt étymologiquement des « îles malgaches ». Ce terme de Ķ(u)mr’ serait apparenté à l'idée de « clarté » et pourrait avoir désigné, à la base, les nuages de Magellan qui servait aux marins à s'orienter pour descendre dans l'hémisphère sud où l'étoile polaire n'est plus visible ; ainsi l'expression Juzur al Qamar aurait pu désigner toutes les îles situées au-delà de l'équateur.
En 1154, le géographe arabe Al Idrissi appelait ces îles « Îles du Jâvaga » (gazâ'ir al-Zâbag).

## Géographie
Les Comores se trouvent dans la partie septentrionale du canal du Mozambique, à l'ouest du tanjona Bobaomby (nord de Madagascar), et à l'est du Mozambique septentrional. Ces quatre îles volcaniques, qui couvrent une superficie de 2 236 km2, sont, du nord au sud :
- Grande Comore (ou N'gazidja en shikomori), Anjouan (ou Ndzouani) et Mohéli (ou Mwali), formant l'union des Comores ;
- Mayotte, département d’outre-mer de la France. Mayotte est elle-même constituée de deux îles principales, Grande-Terre (ou Mahoré) et Petite-Terre (ou Pamanzi), et de petites îles inhabitées, îlot Mtsamboro, îlot Mbouzy, îlot Bandrélé et Îlot de Sable Blanc.

Deux atolls coralliens formant des îlots sont, selon les sources et les époques, rattachés à l'archipel :
- le banc du Geyser, un récif de 8 sur 5 km de large, immergé à marée haute, situé à 130 km au Nord-Nord est de Mayotte. Il est revendiqué par Madagascar et la France ;
- les îles Glorieuses étaient rattachées administrativement à l'archipel avant 1975 et, géologiquement parlant, font partie de l'archipel.

En outre, entre Madagascar et Mayotte, il existe le banc du Leven, une ancienne île aujourd'hui submergée.

« L'affinité entre la flore comorienne et la flore malgache est certaine. La présence du banc du Leven, long d'une centaine de kilomètres à l'extrême Nord-Ouest de Madagascar entre la montagne d'Ambre et l'archipel pourrait expliquer en partie cette affinité. En effet, ce banc à aspect tabulaire présente des sédiments coralligènes pouvant être attribués à la présence d'un récif corallien durant la glaciation de Würm. »

— Callmander, M.W. 2002. Biogéographie et systématique des Pandanaceae de l’océan Indien occidental. Thèse de doctorat, université de Neuchâtel, 253  p.

## Géologie
L'archipel des Comores est constitué d'îles volcaniques. Ces îles volcaniques, ainsi que certains massifs du nord de Madagascar se sont formés au tertiaire et au quaternaire. L'île de Mayotte est la plus ancienne actuellement émergée et aurait subi trois phases de volcanisme entre 15 et 0,5 Ma. Les âges sont progressivement décroissants vers l'ouest. L'île la plus récente est l'île de la Grande Comore, et son volcan, le Karthala, y est toujours actif. Ce volcan possède l'un des plus grands cratères du monde.
En mai 2019, la campagne géologique « MAYOBS » révèle l'existence d'un volcan de 800 m d'altitude situé à 50 km à l'est de Mayotte, à 3 500 m de profondeur, formé en moins d'un an à partir d'une base de 4 à 5 km de diamètre, baptisé depuis « Fani Maoré ». Cependant, le fond de la mer étant déjà parsemé de cônes volcaniques récents (moins d'un million d'années), les chances de voir émerger une nouvelle île demeurent sans doute faibles.

### Types de volcanisme
Chacune des îles témoigne d'un phénomène d'activité volcanique différent qui sont une activité de type hawaïen à longues coulées basaltiques fluides, puis une autre de type strombolien à cônes et projections de lapilli comme dans le massif de la Grille en Grande Comore et enfin, une activité explosive avec lacs de cratères, dite ultra vulcanienne ou phréato-magmatique.

### Origine du volcanisme
Bien que contestée, l'hypothèse d'un point chaud au-dessus duquel aurait « défilé » selon une trajectoire sud-est, nord-ouest puis nord-est, sud-ouest, la plaque somalienne pourrait rendre compte des âges progressivement décroissants vers l'ouest de ces massifs volcaniques.
En 2023, une étude des xénolithes ultramafiques collectés sur le volcan La Grille (Grande Comore), combinant la pétrographie, la minéralogie, les analyses de gaz rares (He, Ne, Ar) et de CO2 dans les inclusions fluides (de l'olivine, de l'orthopyroxène et du clinopyroxène) et la mesure des rapports isotopiques de Sr, Nd et Pb, conclut cependant que ces xénolithes ont enregistré des degrés variables (5 à 35 %) de fusion partielle et des processus métasomatiques d'un manteau supérieur de type MORB, sans qu'il soit nécessaire d'invoquer l'implication d'un panache profond.

### Érosion
Plus les îles sont anciennes, plus elles ont subi une érosion intense. L’agressivité du climat, la faible perméabilité des sols, l’aptitude des matériaux à être mobilisés par des ruissellements amplifiés par la déforestation, favorisent l'érosion. Elle se manifeste notamment par le décapage de l’horizon superficiel du sol, par des ravinements, des éboulis, des glissements de terrain et la formation de padzas (mauvaises terres).

## Histoire

### Avant l'arrivée des Européens

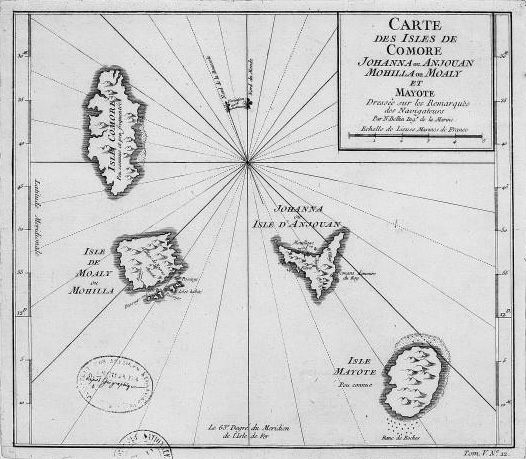
Carte de Jacques-Nicolas Bellin, (1747)

Les premières traces de peuplement datent du VIIIe siècle, ce sont probablement d'abord les Indonésiens et Malgaches, surtout à Mayotte, puis des Africains appelé Antalotes (abusivement dénommés bushmen par les Européens). Depuis lors, de très nombreuses ethnies se sont croisées et mélangées.
Au XIIIe siècle, l'arrivée d'une population persane de Chiraz , apporte l'islam dans l'archipel.
Ces derniers ont lentement transité le long des côtes de l'Afrique orientale, établissant des comptoirs marchands sur des îles situées sur les routes commerciales comme Unguja (archipel de Zanzibar), Pemba, l'archipel de Lamu et les villes de la côte kényane et tanzanienne.
Ils y répandent une culture prospère et de renommée, de langue swahilie (dont les dialectes comoriens constituent des variantes locales), vivant du commerce d'esclaves, de l'ivoire et d'autres marchandises africaines destinées aux marchés orientaux[réf. nécessaire].
Durant cette époque, le pouvoir est aux mains des nombreux sultans et de grandes familles de l'aristocratie locale, les Qabilas : ces sultanats sont souvent en rivalité, et donc régulièrement en guerre. Ces dernières s'établissent dans les villes côtières fortifiées (Mutsamudu et Domoni à Anjouan, Fomboni à Mohéli, Moroni, Itsandra et Iconi à la Grande Comore).
Ces puissantes familles accaparent les terres des cultivateurs autochtones, les Walatsa, les obligeant à travailler pour eux ou les refoulant à l'intérieur des terres.
Ces nouveaux arrivants introduisent des esclaves africains, les Makoas dont descendent les Wadzakiya.
En explorant toute cette région sur la route de Zanzibar et des Indes, les Portugais trouvent et abordent les îles de l'archipel en 1505.

### Époque contemporaine

#### L'époque coloniale
Alors que Portugais et Britanniques établissent un important réseau de comptoirs puis de colonies le long de l'Afrique pour s'assurer la route des Indes et établissent les premiers contacts européens avec l'archipel des Comores, la France apparaît à son tour dans la région à la fin du XVIIIe siècle (si l'on excepte l'éphémère Colonie de Fort-Dauphin au XVIIe), s'établissant à l'île Maurice puis à la Réunion et aux Seychelles, ainsi qu'en quelques ports de Madagascar. 
En 1841, le sultan de Mayotte, sachant sa position menacée par ses rivaux des Comores soutenus par les Anglais, vend son île à la France en échange de sa sécurité et part finir ses jours à la Réunion. Mayotte intègre donc officiellement le royaume de France cette année-là. Quelques aventuriers français s'établissent, en dehors de tout contrôle légal, à Madagascar et aux Comores, où ils fondent parfois de prospères dictatures esclavagistes (comme Léon Humblot en Grande-Comore) : la conférence de Berlin (1884-1885) met fin à ces pratiques en encadrant légalement la colonisation, et Madagascar comme les Comores deviennent alors protectorats puis colonies françaises à partir de 1885 (acté en 1904), l'esclavage étant définitivement interdit[réf. nécessaire].
Alors que la main-d'œuvre devient de plus en plus chère à La Réunion, les Comores, oubliées par l'administration centrale, offrent aux colons et aux sociétés coloniales (comme la Bambao) des perspectives et une main-d'œuvre peu chère dans les plantations de plantes à parfums et de vanille, notamment d'anciens esclaves de traites récentes, les Mruma.
En 1946, les îles des Comores ne sont plus rattachées administrativement à Madagascar et forment pour la première fois de leur histoire une entité administrative unie et reconnue (TOM).
À partir des années 1960, les pays de la région sont progressivement décolonisés et accèdent à l'autonomie politique (Madagascar 1960, Tanzanie 1961, Kenya 1962, Maurice 1968, Mozambique 1975) et la question de l'autonomie est posée aux Comoriens en 1974.

#### La question de Mayotte
En 1974, la France organise un référendum d'autodétermination dans l'archipel : trois des quatre îles optent pour l'indépendance (Grande Comore, Anjouan et Mohéli) et forment en 1975 un État souverain appelé initialement État comorien. Mayotte, s'étant largement prononcée contre l'indépendance, devient une collectivité territoriale, en dépit de la revendication des Comores, appuyée par plusieurs résolutions de l'Assemblée générale des Nations unies qui se sont prononcées en faveur de l'unité et de l'intégrité du territoire des Comores,. Ces résolutions ne sont pas contraignantes, le droit des peuples à disposer d'eux-mêmes primant toute revendication aux Nations unies.
Le 21 novembre 1975, le nouveau maître des Comores Ali Soihili tente un coup d’État et atterrit clandestinement avec sa garde rapprochée à Pamandzi pour essayer de s'emparer de Mayotte : la réaction rapide de la population mahoraise aboutit à un simple renvoi des intrus, sans violence.
La France organisant un nouveau référendum sur la seule île de Mayotte le 8 février 1976, la Tanzanie dépose un projet de résolution auprès du Conseil de sécurité des Nations unies, appelant la France à ne pas organiser ce référendum et à respecter l'intégrité du territoire comorien tel que revendiqué par l'Union des Comores. Le 6 février 1976, la France use alors de son droit du veto dont elle dispose en tant que membre du Conseil de sécurité des Nations unies, et le referendum confirme par un taux de 99,4 % (82,8 % des inscrits, 17 845 voix pour et 104 contre) le choix de la population de Mayotte de rester au sein de la République française. D'autres instances comme le Commonwealth[réf. nécessaire] ou l'Union africaine[réf. nécessaire], jugent illégale la présence française à Mayotte. En 1994, l'assemblée générale a réitéré en demandant au gouvernement français de se plier à sa résolution, mais la question de Mayotte n'est plus jamais apparue à l'ordre du jour des Nations unies depuis cette date. En 2011, la départementalisation de l'île mettra fin à toute ambiguïté quant à son statut, l'île devenant alors un département d'outre-mer français au même titre que La Réunion.
De son côté, l'île d'Anjouan a plusieurs fois tenté de proclamer son indépendance des Comores et même demandé son rattachement à la France (notamment en 1997), mais sans succès, et ses tentatives ont souvent été réprimées dans le sang, notamment lors de l'Invasion d'Anjouan de 2008.

#### Troubles politiques en Union des Comores
Comme pour de nombreux autres pays africains, la période de la décolonisation est suivie d'une époque d'intenses troubles politiques et d'un enfoncement de l'Union des Comores dans la misère. Les coups d’État se succèdent, profitant de la rivalité entre les trois îles ainsi que de la présence de mercenaires étrangers comme Bob Denard, qui consolide le coup d'État d'Ali Soilih en 1975 avant de le renverser en 1978 pour rétablir l'ancien président Ahmed Abdallah avec la complicité de l'Afrique du Sud ; Bob Denard sera considéré comme le « vice-roi des Comores » pendant 10 ans sur l'archipel, avant d'être renversé en 1989 par un coup d’État de Saïd Mohamed Djohar, que Denard renverse à nouveau en 1995, avant de capituler face à la pression internationale.
En février 1999, le colonel Azali Assoumani prend le pouvoir sur la Grande Comore en renversant le président intérimaire Tadjidine ben Saïd Massounde, un Anjouanais, ce qui provoque une grave crise institutionnelle. Le colonel Assoumani poursuit des négociations plus fructueuses avec le colonel Mohamed Bacar d'Anjouan afin de résoudre la crise.
Cette crise sera résolue avec la signature des accords de Fomboni en 2000/2001 et le référendum du 23 décembre 2001. Avec ce processus de réconciliation nationale, les trois îles forment à nouveau une entité unique avec une nouvelle constitution sous l'égide de l'OUA : l'union des Comores. Conformément à la Constitution, des élections sont organisées en 2006 ; elles ont été remportées par Ahmed Abdallah Mohamed Sambi.

### XXIesiècle
La RFIC a traversé une crise politique qui a débuté dans les années 1990 avec des demandes émanant de la population mohélienne pour le rattachement de l'île à la France. Cette crise ne peut être interprétée correctement qu'au vu de la situation de Mayotte. Mayotte est revendiquée depuis la création du pays qui la considère comme faisant partie de son territoire, comme en témoigne l'article 1er de sa Constitution. La crise politique sur fond de crise économique, a connu son apogée avec la crise séparatiste anjouannaise de 1997. Les autorités politiques et la population de l'île s'étaient soulevées contre le gouvernement central en prônant initialement le rattachement à la France, puis par la suite, simplement une indépendance voire une large autonomie. La France, n'a manifesté dans cette crise aucune volonté d'abandonner son autorité sur Mayotte, et n'a pas souhaité engager des discussions avec les autorités des îles rebelles qui auraient pu être interprétées comme une volonté de sa part de « naturaliser » ou de recoloniser les îles. Or la population de Mayotte souhaitait depuis longtemps déjà que soit renforcé l'attachement de l'île à la France. Une fois la crise au sein de l'Union terminée, le conseil général de l'île a adopté à l'unanimité une résolution demandant au gouvernement français d'organiser le référendum local nécessaire pour la départementalisation. Il est organisé le 29 mars 2009 et 95,2 % des votants acceptent le changement de statut, faisant de Mayotte le 5e département d'outre-mer (DOM) et le 101e département français en 2011.
Mayotte est une région ultrapériphérique de l'Union européenne. Le pays souverain formé par les trois îles s'appelle aujourd'hui union des Comores.
Depuis les années 1980, de nombreux ressortissants du pays formé par les îles indépendantes, cherchent à gagner Mayotte, notamment depuis Anjouan, pour chercher des conditions de vie meilleures. Ils le font sur une mer difficile, au péril de leur vie, sur des embarcations à moteur hors-bord appelées localement kwassa kwassa. Ces personnes sont généralement en situation de clandestinité à Mayotte et font alors l'objet d'obligation de quitter le territoire français. L'Union, considérant que Mayotte fait partie de son territoire, proteste contre cette politique qui, selon elle, brime ses citoyens qui ne font que gagner une partie du territoire de l'Union.

## Climat
L'archipel des Comores profite d’un climat tropical maritime. Il se caractérise par de faibles variations de températures annuelles journalières, autour de 26° au niveau de la mer et par des précipitations abondantes : 2 679 mm par an. La température moyenne de l’eau de la mer est de 25 °C.
Il y a deux saisons aux Comores : la saison chaude et humide dans un flux de nord-ouest de novembre à avril et la saison sèche de mai à octobre. On notera cependant un climat sensiblement plus chaud et sec à Mayotte, île également moins montagneuse. Le climat se caractérise aussi par d’importantes variations locales de température et de précipitation en fonction de l’altitude, du relief et de l’exposition. Les précipitations annuelles varient ainsi par endroits de 1 000 à 6 000 mm et les minima absolus atteignent 0 °C au sommet du Karthala.
La saison chaude et humide est causée par une vaste zone dépressionnaire qui s’étend sur une grande partie de l’océan indien et de l’Afrique centrale. Cette dépression favorise les rafales et les cyclones tropicaux. Le dernier cyclone est "Gafilo" qui est passé près des Comores le 5 mars 2004 faisant de gros dégâts matériels. Durant la saison chaude et humide, il peut pleuvoir jusqu’à 200 mm en 24 h.
La saison sèche est plus calme. La dépression se déplace vers le continent asiatique (c'est la mousson, le vent vient du sud-est) et un anticyclone se crée au-dessus des Comores. Cela n’empêche pas d’avoir quelques bourrasques mais leur intensité est bien moindre que lors de la saison chaude.
Les deux vents liés à chacune des deux saisons s'appellent le Kashkasi (en novembre) et le Kusi.

## Environnement
La faune et la flore comoriennes sont apparentées à celles de Madagascar, mais du fait de leur isolement relatif, elles présentent certaines spécificités. En outre, certaines espèces devenues rares ou très rares continuent à y vivre comme les dugong à Mayotte. De ce fait les autorités locales ont cherché à créer des zones de protection ; le Parc marin de Saziley a été créé en 1991 tandis que le parc marin de Mohéli a été créé en 1999 en partenariat avec les associations villageoises. Cette initiative exemplaire a été finaliste pour le prix de l'Initiative Équateur par les Nations unies en 2002.
Le WWF classe les biomes de forêts tropicale et de mangrove de cet archipel dans une seule écorégion appelée forêts des Comores.

### Faune et flore
Plusieurs mammifères sont endémiques des îles. Le Maki de Mayotte, un lémurien que l'on retrouve uniquement sur cette île, est protégé par la loi française et par la tradition locale. Une espèce de chauve-souris découverte par David Livingstone en 1863, autrefois abondante, a été ramenée à une population d'environ 120 spécimens, entièrement sur Mohély et sur Anjouan. Un groupe britannique de préservation a envoyé une expédition pour les Comores en 1992, avec pour objectif d'apporter des spécimens au Royaume-Uni pour établir une population reproductrice.
22 espèces d'oiseaux sont endémiques à l'archipel, et 17 d'entre elles sont présentes uniquement sur les territoires contrôlés par l'Union. Il s'agit notamment du Karthala Scops-hibou, Anjouan Scops-hibou et du Moucherolle de Humblot.
En partie en réponse à des pressions internationales dans les années 1990, le gouvernement de l'Union s'est davantage préoccupé de l'environnement. Des mesures ont été prises non seulement pour préserver la faune rare, mais aussi pour enrayer la dégradation de l'environnement, notamment sur Anjouan densément peuplée. Plus précisément, afin de minimiser l'abattage des arbres pour le carburant, le kérosène est subventionné, et des efforts sont en cours pour remplacer la perte de la couverture forestière causée par la distillation de l'Ylang-ylang pour le parfum. Le Fonds de soutien au développement communautaire, parrainé par l'Association internationale de développement (IDA, une filiale de la Banque mondiale) et le gouvernement comorien, s'emploie à améliorer l'approvisionnement en eau dans les îles.

#### Faune

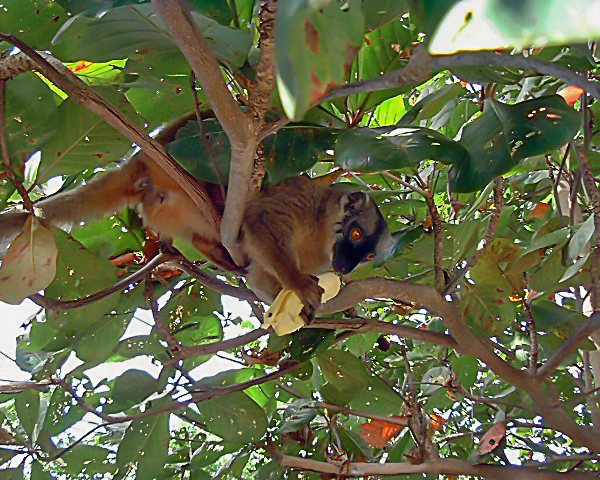
Eulemur fulvus mayottensis de Mayotte

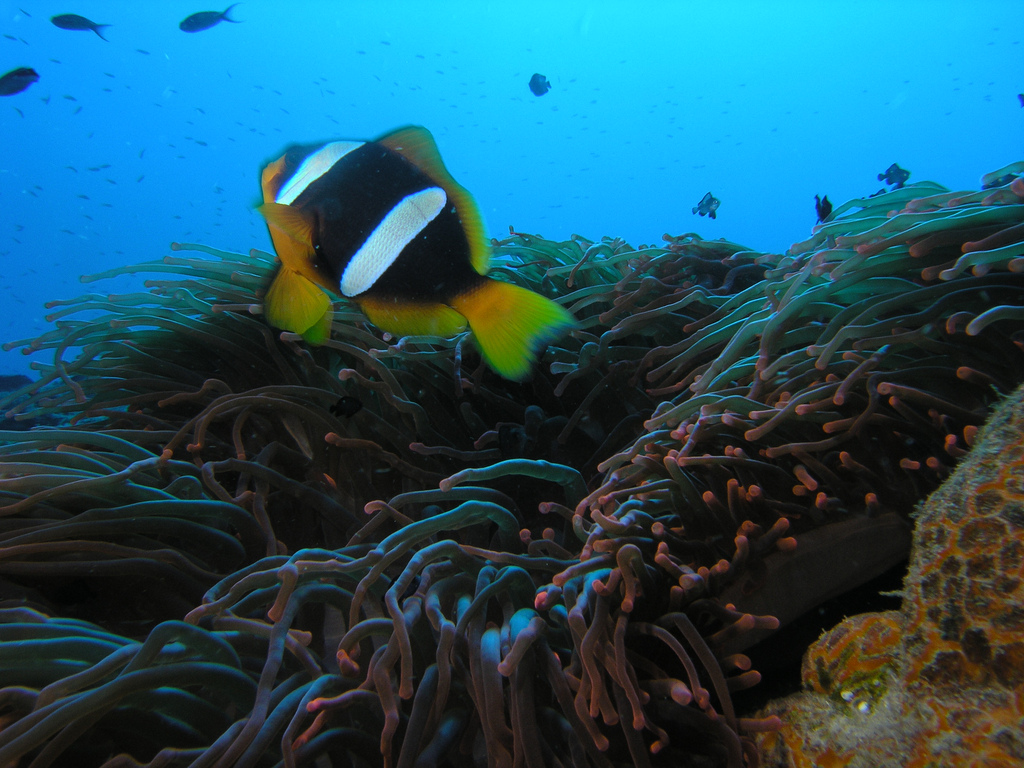
Poisson clown à Mohéli

Ces îles possèdent, comme les autres îles de la région, de nombreuses espèces endémiques. Quelques-unes des espèces les plus remarquables.
- Roussette de Livingston : très grande chauve-souris endémique diurne et frugivore.
- Maki : petit lémurien (Kima en shikomori)
- Scolopendre : mille-pattes venimeux pouvant atteindre 25 centimètres de long
- Cœlacanthe : poisson osseux dont on connaît des fossiles de plus de 300 millions d'années
- Gecko : petit lézard qui se nourrit d'insectes et que l'on trouve accroché au plafond des maisons.
- Dauphin à bec : une colonie est visible, presque tous les jours en matinée, de la plage d'Itsandra, à proximité de Moroni, mais il en existe beaucoup d'autres.
- Tortue verte : surtout sur Mohéli et Mayotte où elles viennent encore pondre.
- Tangue : ressemble à un hérisson mais de la famille des ratons laveurs (originaire de Madagascar)

On ne trouvera aux Comores aucun grand animal d'Afrique, pourtant très proche : (éléphant, girafe, lion, crocodile, zèbre ou antilope).

#### Flore
Il existe aux Comores de nombreux écosystèmes tropicaux qui dépendent principalement de l'altitude. On y trouve de nombreuses plantes tropicales dont bon nombre sont endémiques. Comme la plupart des îles, la diversité de la flore locale subit deux pressions, d'une part sur la diminution des espaces disponibles par la réductions des biotopes dues à l'envahissement des humains sur des zones autrefois plus sauvages et d'autre part à l'intrusion de plantes exotiques envahissantes telles les goyaviers. La flore avait été peu étudiée dans le passé en raison du fort pouvoir attractif de la grande île de Madagascar sur les botanistes. Cependant depuis 1996, des inventaires systématiques ont été réalisés d'abord à Mayotte, puis à la Grande Comore, Mohély et Anjouan (programme en cours 2009 : Biodiversité cachée des îles de l'océan Indien). Les efforts pour la préservation sont cependant très insuffisants pour préserver les zones les plus riches, et des bouleversements des biotopes sont à prévoir pour les années à venir.

## Culture
La culture des quatre îles, bien que semblable, reste cependant différente. Si déjà aux Comores, les Comoriens ont une tendance forte à se regrouper par communauté d'origine et même de village, ce comportement est encore plus marquant à l'étranger où elles n'ont pratiquement aucun contact entre elles.
À la différence des autres îles, la culture malgache est très présente à Mayotte. Le kibushi (langue sakalave) est la langue maternelle de près de 20 % de la population, plusieurs villages sont malgachophones, ainsi que de nombreux toponymes. De nombreuses traditions et pratiques culturelles sont partagées avec les régions de Majunga, Nosy-Bé et Diégo Suarez depuis plusieurs siècles comme en témoignent plusieurs découvertes archéologiques (civilisation de Dembeni, d'Accoua XIe-XIVe siècles, le dernier Sultan de Mayotte était d'origine Sakalave (Boeni).

### Traditions et coutumes
On retrouve dans les traditions et les coutumes comoriennes des influences arabes, africaines et indiennes dans le vêtement traditionnel (kichali, chiromanie (challe), kändou, kofia (bonnet pour les hommes). Mais aussi dans la gastronomie traditionnelle (samoussa, embrevade, carry) ainsi que dans quelques rites de la vie quotidienne (la prière, les repas…). La société est matriarcale.
En Grande Comore, le grand mariage est une tradition incontournable. Nommée "anda", il représente les économies de plusieurs années de salaire et permet d'accéder au rang de grand notable. Cet évènement social est probablement une des origines de la grande précarité sociale de l'île.
On peut retrouver dans les vêtements de la fille à marier un sahar et un soubaya (vêtements traditionnel pour le mariage).

### Gastronomie
La gastronomie comorienne est très riche et variée. Les plats, généralement accompagnés de riz, sont composés par du poisson, de la viande, des légumes, du piment et de l'achard. Les plats sont généralement en sauce et épicés avec du safran, du cumin et d'autres épices. Les desserts sont souvent caractérisés par des gâteaux comme le Mkatre wa siniya, gâteau de farine de riz et de lait de coco, donace, dont l'aspect ressemble aux donuts, ainsi que des fruits exotiques tels que la mangue, les bananes, les ananas, les papayes, les fruits de la passion, les litchis, les goyaves, les oranges, les caramboles, les corossols, les jacquiers, les pommes cannelle et de nombreux autres fruits. Les plats sont également souvent accompagnés de condiments supplémentaires comme le célèbre mataba constitué de feuilles de manioc écrasées. Ou encore Mkatche Wa foutcha et le Mkatre Wa sinia, galettes de farines et de riz avec du coco, particulièrement utilisées avec des plats en sauce. Parmi les plats les plus connus on trouve le pilaou (paella) La cuisine est influencée par les nombreuses influences historiques ce qui lui donne à la fois une touche créole, arabe et indienne. La cuisine comorienne est réputée pour être succulente et très appréciée à l'international.

### Littérature
Les littératures francophones de l'archipel des Comores s'inscrivent dans un ensemble géographique qui intègre aussi le canal du Mozambique avec les écrivains lusophones et plus largement les Mascareignes avec les écrivains de Madagascar et ceux de La Réunion notamment. Cette dimension géographique est une manière de caractériser cette littérature. Et on peut aussi la lier à la question de la langue et donc à un ensemble plus large que l'ensemble francophone.
La poésie loue la beauté et les paysages des Comores, elle se veut aussi colérique avec Saindoune Ben Ali dans son Testament de transhumance. Le collectif Nouvelles écritures comoriennes (2007) revendique une nouvelle écriture poétique plus oralisée. La poésie défie les règles de la grammaire chez Soeuf Elbadawi, Saindoune Ben Ali, Mohamed Anssoufouddine, Nassuf Djailani…
Salim Hatubou dans Comores-Zanzibar (2007), Adjmaël Halidi dans Oraisons vespérales (2009), Aboubacar Saïd Salim dans Mutsa, mon amour (2014) ou encore Nassuf Djailani dans Le songe… d'une probable renaissance… (2010) interroge l’identité comorienne. Le poète de Mayotte Papana dans Céleste est la plume (2012), Sadani de Grande Comore réfléchisse au rapport à l'histoire comme Soeuf Elbadawi dans Un dhikri pour nos morts. À travers Trois contes des Comores (2017), Mohamed Ahmed Bacar Rezida fait entrer un pan de l'histoire du pays dans les têtes des plus jeunes et tente d'indexer les racines du séparatisme et de l'éloignement de l'île sœur de Mayotte. La rage entre les dents (2013), Mohamed Anssoufouddine dans En jouant au concert des apocryphes (2012). D’autres auteurs affirment la singularité de leur île comme Manou Mansour dans Ravi que le temps ait juste un peu rouillé mes terres (2012) ou la souffrance comme Saindoune Ben Ali dans Testaments de transhumance (1996), Sambaouma Nassar dans Nouveaux poèmes jusqu'en terres palestiniennes (2014), Madi Abdou N’ Tro dans Tropiques. Quatrains et vers libres (2011) ou encore Manou Mansour dans Lettres mahoraises (2008), etc.
La fiction littéraire reste très réaliste dans les littératures aux Comores comme chez le premier romancier comorien Mohamed Toihiri et sa République des imberbes et Le Kafir du karthala. C'est le cas aussi de Saïd Ahmed Sast dans les Berceuses assassines (2007), Salim Hatubou et son roman les Démons de l'aube (2006), Ali Massilia dans L'enfer du silence (2004), Abdou Salam Baco dans Cinq femmes (2006), Fahoudine Ahamada-M’zé dans La Secte de la virginité (2007). La question identitaire est reprise chez des écrivains de Mayotte notamment Abdou Salam Baco avec Brûlante est ma terre (1991), Nassur Attoumani Nos ancêtres… les menteurs. Contes traditionnels de Mayotte (2003) et Mayotte: Identité bafouée (2003), Les Aventures d'un adolescent mahorais (2006), Alain Kamal Martial, Nassuf Djailani dans L'irrésistible nécessité de mordre dans une mangue (2014).
- Liste d'écrivains comoriens[25]

Parmi les jeunes écrivains francophones :
- Ali Zamir, depuis son premier roman Anguille sous roche, fait partie des auteurs les plus importants. Il a été signalé unanimement par la presse depuis la rentrée littéraire 2016[26],[27],[28] ;
- Nassuf Djailani[29], Les dits du bout de l'île, Roucoulement, L'irrésistible nécessité de mordre dans une mangue ;
- Mohamed Ahmed Bacar Rezida[30],[31],[32], médecin de formation, il donne un souffle nouveau dans la littérature insulaire et indo océanique en devenant le premier romancier comorien à explorer le genre thriller, alliant histoire, médecine et fiction dans La rédemption des iguanes ou encore Kamar Al Koweït : les dessous du naufrage.